# NGC 527
NGC 527 è una vasta galassia lenticolare situata nella costellazione dello Scultore a una distanza di circa 268 milioni di anni luce dalla nostra Via Lattea.

## Scoperta
NGC 527 è stata scoperta il 1 settembre 1834 dall'astronomo britannico John Herschel.

## Descrizione
Poco a sud di NGC 527 è visibile una debole galassia, registrata come PGC 5142, ma talvolta identificata anche come NGC 527B. La distanza tra i nuclei centrali delle due galassie è di circa 50 arcosecondi.
La distanza di PGC 5142 dalla nostra Via Lattea è stimata in 272 milioni di anni luce, quindi confrontabile con quella di NGC 527. È pertanto possibile che si tratti di due galassie interagenti.